# サイガライフル
サイガは、カラシニコフ・コンツェルン (旧：イズマッシュ)が開発、販売するAKをベースとした民間向けカービンである。

## 開発
サイガは1970年代に当時ソビエト連邦の傘下であったカザフスタンの共産党中央委員会第一書記であるクナエフ・ディンムハメド・アフメドヴィッチが国内で食害を起こしていたサイガカモシカを駆除するための狩猟用銃器の開発を要求したことで開始された。当時のイズマッシュがAKMをベースにサイガと呼ばれる銃器を開発した。サイガは約300挺ほどが納入され、その後も少数生産が継続された。
1990年代にロシア国内の治安の悪化の影響を受け民間向けの自衛用火器の需要が高まっており、1993年にはN.ニコノフ、V.アフォニナ、V.チプコ、A.トゥルキナ、V.アブラビアン、L.ポレマレバ、V.シモネンコなどの設計者が開発に携わりサイガ-410を開発し、販売した。その後には20ゲージ仕様のサイガ-20や1990年代の終わりには12ゲージ仕様のサイガ-12が開発されそれぞれ販売された。
サイガ-410、20、12などの散弾銃仕様の開発と並行して小銃弾仕様のサイガの開発の継続されていた。サイガの生産は民間向けに1992年に再開されたがその評価は低くかった。そのためイジェフスクは改良型であるサイガ-M(現名称：サイガ isp.01)シリーズを開発し販売した。その後折りたたみ銃床を備え、より軍用AKに近い外見を維持したモデルであるサイガ-MK(現名称：サイガ isp.030)を開発し販売した。
現在もほぼ同様も仕様のものがカラシニコフ・コンツェルンより販売されておりサイガシリーズは散弾仕様からAKレイアウトの小銃弾仕様まで幅広い選択が可能でロシア国内ではもちろん海外での人気も高い。

## 派生型

### 散弾仕様

#### サイガ-410/20/12
サイガの銃床、ハンドガードを黒色ポリマーに変更し、.410。20ゲージ、12ゲージの散弾に対応させたモデル。通常、S、Kなど様々な仕様が存在する。

### イズマッシュ製(旧ラインラップ)

#### サイガ
前述したD.A.クナエフの要求によって開発された最初期のサイガ。AKMをベースに使用弾薬を5.6×39mm弾に変更し、グリップ一体型の木製ライフル銃床とAKM同様の木製ハンドガード取り付けておりトリガーはレシーバー後端に移動している。

#### サイガ-M
サイガの銃床とハンドガードを黒色ポリマー製に変更したモデル。銃身は555mmで、ハンドガードをより握りやすく狩猟に特化したガスブロックまでを覆う長いハンドガードに変更されておりレシーバー左側面にはAK-74M同様のサイドレールマウントが備えられており対応した照準器の取り付けが可能。また銃床にはゴム製の銃尾が追加されている。
使用弾薬は7.62×39mm弾、5.6×39mm弾、9.3×53mm R弾、7.62×51mm弾、5.56×45mm弾がある。

#### サイガ-M1
サイガ-Mの7.62×39mm弾仕様の銃床、ハンドガードを木製に変更したモデル。銃口にはSVDSと同形状のフラッシュハイダーが取り付けられている。

#### サイガ-M2
サイガ-Mのトリガーを通常の位置に戻し、木製サムホール銃床とサイガ-M1同様の木製ハンドガード、フラッシュハイダーを取り付けた仕様。構成はサイガ-Mよりもサイガ-MKに近い。使用弾薬は7.62×39mm弾と5.56×45mm弾の2種が存在する。

#### サイガ-MK
サイガ-Mの外見をより軍用仕様AKに近づけたモデル。使用弾薬は7.62×39mm弾のサイガ-MK、5.45×39mm弾のサイガ-MK-5.45、5.56×45mm弾のサイガ-MK-233の3種がありそれぞれAK-103、AK-74M、AK-101に対応した外見をしている。AK-100シリーズ同様の折りたたみ銃床とグリップ、ハンドガード、銃口装置を備えている。K仕様のため銃床折りたたみ時にトリガーブロックが作動する。

### カラシニコフ・コンツェルン製

#### サイガ-5.45 isp.01
サイガ-Mの5.45×39mm弾仕様にあたるモデル。銃身が415mmに短縮されている。

#### サイガ-5.45 isp.30
サイガ-MK-5.45と同様のモデル。415mmの銃身と操作性を高める突起付きセレクターを備え、セミオートオンリーで銃床折りたたみ時にトリガーブロックが作動するK仕様。AK-74Mの民間向けモデルにあたる。

#### サイガ-5.45 isp.033
サイガ-5.45 isp.30の銃身を341mmに短縮したモデル。セミオートオンリーでセミオートオンリーで銃床折りたたみ時にトリガーブロックが作動するK仕様。AK-105の民間向けモデルにあたる。

#### サイガ-5.45 スポーツアルティメット
サイガ-5.45 isp.30の競技射撃特化モデル。
- SAG製の銃床アダプター"AK-74M/サイガ用モノシリックストックアダプター"
- SAG製のアルミ製レシーバー"Mk.3"
- マグプル製の銃床"MOE SL カービンストック"
- グラットマン製のグリップ"AKスケルトンピストルグリップ"
- マグプル製のマガジン"PMAG AK74 5.45×39mm"
- アーセナル製のマガジンアダプター"PMAG AK74 5.45×39mm"
- カスタムガン製のマズルブレーキ"ドーヴァーAK223-5.45"
- RTM製のハンドストップ"クロンシュタット"

などの社外製カスタムパーツとカラシニコフ・コンツェルン独自のピカティニーレール付きレシーバーカバーとピカティニーレールとM-LOKスロットを備えたハンドガードを備えている。

#### サイガ-5.45 タクティカルアルティメット
サイガ-5.45 isp.33の競技射撃特化モデル。
- SAG製のアルミ製レシーバー"Mk.3"
- カスタムガン製の銃床アダプター"バートンL"
- マグプル製の銃床"MOE SL カービンストック"
- マグプル製のグリップ"MOE-K2 AKグリップ"
- マグプル製のマガジン"PMAG AK74 5.45×39mm"
- アーセナル製のマガジンアダプター"PMAG AK74 5.45×39mm"
- デルタテック製の銃口装置"DPM S-5"
- RTM製のハンドストップ"クロンシュタット"

などの社外製カスタムパーツとサイガ-5.45 スポーツアルテメットのものを短縮したピカティニーレールとM-LOK付きのハンドガードを備えている。また銃器全体に黒基調の迷彩塗装が施されている。

#### サイガ-AKSU isp.60
サイガ-5.45 isp.30をベースに外見をAKS-74Uに変更したモデル。ロシア銃規制に対応するため銃身は344mmに延長されている。セミオートオンリーで銃床折りたたみ時にトリガーブロックが作動するK仕様。

#### サイガ-7.62 isp.30
サイガ-MKと同様のモデル。415mmの銃身と操作性を高める突起付きセレクターを備え、セミオートオンリーで銃床折りたたみ時にトリガーブロックが作動するK仕様。AK-103の民間向けモデルにあたる。

#### サイガ-7.62 isp.031
サイガ-7.62 isp.30の銃床とハンドガードを木製に変更したモデル。銃床は木製だが折りたたみが可能である。

#### サイガ-7.62 LOT "スヴァログ Gen.2" isp.032
サイガ-MK スヴァログの第二世代モデル。AR-15タイプの銃床に対応した銃床アダプターとAK-12 2016年モデルと同様のグリップ、M-LOKスロットを備えたハンドガードを備えている。またこのハンドガードはレシーバー上部までを覆うピカティニーレールがあるために照準器の取り付けが可能。フロントサイトは省略されており銃口には左右3つずつ穴が空いたマズルブレーキを備えている。

#### サイガ-7.62 isp.033
サイガ-7.62 isp.30の銃身を341mmに短縮したモデル。セミオートオンリーで銃床折りたたみ時にトリガーブロックが作動するK仕様。AK-104の民間向けモデルにあたる。

#### サイガ-7.62 isp.35
サイガ-7.62 isp.30の銃身を555mmに延長したモデル。

#### サイガ-7.62 isp.105
サイガ-7.62 isp.30にAK-203同様のカスタムを施した仕様。

#### サイガ-7.62 スポーツアルティメット
サイガ-7.62 isp.30の競技射撃特化モデル。
- カスタムガン製の銃床アダプター"バートンL"
- マグプル製の銃床"MOE SL カービンストック"
- グラットマン製のグリップ"AKスケルトンピストルグリップ"
- マグプル製のマガジン"PMAG AK/AKM GEN M3"
- アーセナル製のマガジンアダプター"PMAG AK74 5.45×39mm"
- アルマコン製のAK用ハンドガード
- アルマコン製のピカティニーレール付きの ガスチューブ
- L.A.C.製のマズルブレーキ"リッジスチール7.62(.30)"

などの社外製カスタムパーツとサイガ-5.45 スポーツアルテメットのものと同様のピカティニーレール付きのレシーバーカバーを備えている。

#### サイガ-223
サイガ-MK-223と同様のモデル。415mmの銃身と操作性を高める突起付きセレクターを備え、セミオートオンリーで銃床折りたたみ時にトリガーブロックが作動するK仕様。AK-101の民間向けモデルにあたる。

#### サイガ-223 isp.03
サイガ-223の銃身を341mmに短縮したモデル。セミオートオンリーでセミオートオンリーで銃床折りたたみ時にトリガーブロックが作動するK仕様。AK-102の民間向けモデルにあたる。

#### サイガ-223 isp.04
サイガ-223の銃口装置を取り外し不可に変更したモデル。

#### サイガ-223 "スヴァログ" isp.032
サイガ-223のスヴァログ仕様。AK-12 2020年モデルと同様の銃床とAK-12 2016年モデルと同様のグリップ、M-LOKスロットを備えたハンドガードを備えている。またこのハンドガードはレシーバー上部までを覆うピカティニーレールがあるために照準器の取り付けが可能。フロントサイトは省略されており銃口には左右3つずつ穴が空いたマズルブレーキを備えている。

#### サイガ-308 isp.46
サイガ-308 isp.61の銃身を350mmに短縮したモデル。AK-102/104/105と類似した外見だが銃口装置がAK-74Mと同様のものを取り付けている。銃床折りたたみ時にトリガーブロックが作動するK仕様。

#### サイガ-308 isp.61
サイガ isp.30の7.62×51mm弾仕様。銃身は415mmと555mmの2種が存在する。銃床折りたたみ時にトリガーブロックが作動するK仕様。

#### サイガ-308 アドバンスド
サイガ-308のカスタムキット。サイガ-308 isp.46用とサイガ-308 isp.61用の2種が存在し、それぞれ異なるカスタムキットが販売されている。
サイガ-308 isp.61用
- SAG製銃床アダプター"AK-74M/サイガ用モノシリックストックアダプター"
- マグプル製銃床"ACS コムスペック"
- プフガン製のグリップ"M-2/B"
- ゼニット製のハンドガード"スポート-8"
- デルタテック製のマズルブレーキ"DTK-AK"

レシーバーカバーは標準で塗装は施されていない。
サイガ-308 isp.46用
- カスタムガン製の銃床アダプタ"バートンHL"
- マグプル製の銃床"MOE SL-S"
- プフガン製のグリップ"M-2/B"
- プフガン製のマガジン"サイガ-308 10/TR"
- SAG製のハンドガード"AK/サイガ 5M-LOK"
- デルタテック製の銃口装置"DPM-S-308"

などの社外製カスタムパーツとサイガ-5.45 スポーツアルテメットのものと同様のピカティニーレール付きのレシーバーカバーを備えている。また銃器全体に黒と緑を基調とした迷彩塗装が施されている。

#### サイガ-9 isp.02
PP-19- ヴィチャズ.Sb-10の民間向け仕様。銃床折りたたみ時にトリガーブロックが作動するK仕様。367mmに延長された銃身と独自のマズルブレーキを取り付けている。
サイガ-9の銃床をAK-12 2020年モデルと同様の"AK-EVO"銃床に変更し、レシーバーカバーもピカティニーレールを備えた"IZH-9×19 SB2 UP"に変更されている。

#### サイガ-9 isp.22
サイガ-9のPP-19 ヴィチャズ.Sb-20仕様にカスタムを施したモデル。延長された367mmの銃身はサプレッサーを模したカバーに覆われている。"IZH-9×19 SB2 UP"レシーバーカバー、ハンドガードはゼニット製の"B-21M"と"B-19"、AR-15銃床に対応した銃床アダプターを備えている。銃床折りたたみ時にトリガーブロックが作動するK仕様。大容量マガジンを使用してでの競技射撃でも使用可能。

#### サイガ-9 isp.43
サイガ-9のPP-19 ヴィチャズ.Sb-20仕様にカスタムを施したモデル。レシーバーカバーは"IZH-9×19 SB2 UP"、"AK-EVO"銃床とM-LOKスロットを備えたSAG製"ヴィチャズ/サイガ-9 3M-LOK"ハンドガードを備えている。

#### サイガ-9 isp.45
サイガ-9のPP-19 ヴィチャズ.Sb-20仕様にカスタムを施したモデル。レシーバーカバーは"IZH-9×19 SB2 UP"、"AK-EVO"銃床とM-LOKスロットを備えた"サイガ-9 CG103H"ロングハンドガードを備えている。

#### サイガ-9 LOT "ヤロヴィト Gen.3"
サイガ-9のLOT仕様の第3世代モデル。"AK-EVO"銃床と"IZH-9×19 SB2 UP"レシーバーカバー、ピカティニーレールと六角形の模様を備えた競技用軽量ハンドガードの"サイガ-9 CG102HL"、独自マズルブレーキの"サイガ-9/TR9 CG205DR"を取り付けている。

#### サイガ-9 タクティカルアルティメット
サイガ-9のカスタムキット。
- カスタムガン製の銃床アダプタ"バートンL"
- マグプル製の銃床"MOE-SL"
- マグプル製のグリップ"MOE-SL AKグリップ"
- アルマコン製の親指操作可能な左側面小型セレクター
- カスタムガン製のセレクター
- アーセナル製のマガジン
- SAG製のハンドガード"サイガ-9 7M-LOK"
- カスタムガン製のマズルブレーキ"デスティン"

などの社外製パーツの"IZH-9×19 SB2 UP"レシーバーカバーと"CG201M"マガジンキャッチを取り付けている。